# Chełmno (förintelseläger)
Förintelselägret Chełmno (tyska Vernichtungslager Kulmhof) var ett av Nazitysklands förintelseläger, beläget cirka 70 km nordväst om Łódź i Reichsgau Wartheland. 

## Lägerhistoria

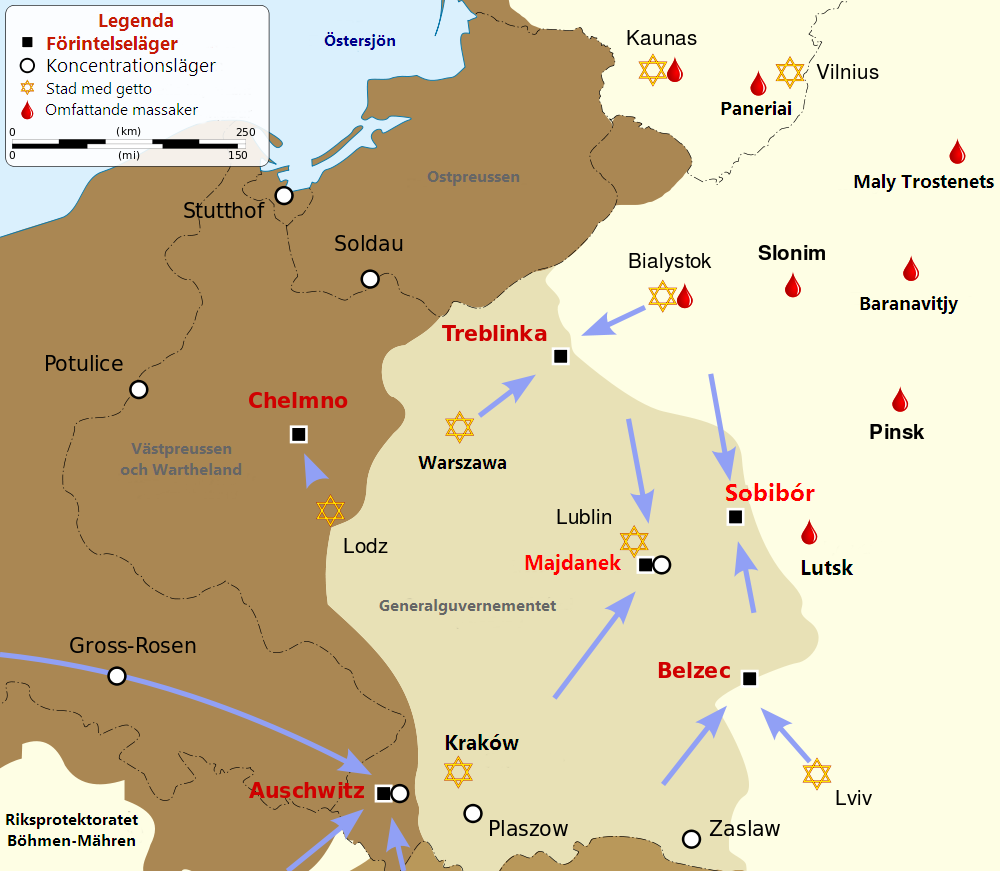
Chełmnos läge nordväst om Łódź.

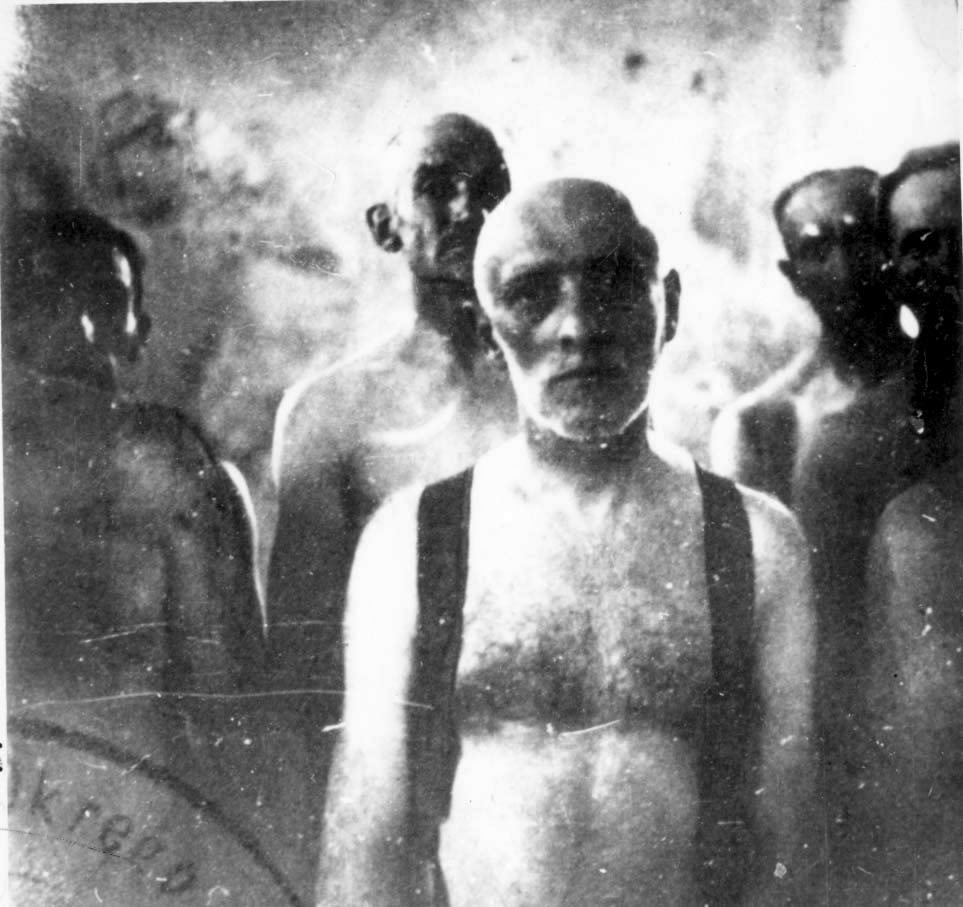
Män i väntan på att föras in i en gasvagn.

Chełmno var som förintelseläger verksamt från december 1941 till mars 1943, men verksamheten återupptogs från juni 1944 till januari 1945. Det uppskattas att minst 152 000 människor mördades i Chełmno, de flesta judar. Även polacker, tjecker och ryska krigsfångar mördades här. I Chełmno användes bland annat gasvagnar, där kolmonoxid leddes in i lastutrymmet, i vilket offren befann sig.
De tyska myndigheterna återupptog i juni 1944 deportationerna till Chełmno. Arthur Greiser, Gauleiter i Warthegau, hade övertalat Heinrich Himmler att judarna i Łódź getto skulle förintas. Himmler hade länge förordat att gettot skulle omvandlas till ett kombinerat arbetsläger och koncentrationsläger men han böjde sig för Greisers protester. Mellan den 13 juni och den 14 juli 1944 deporterades omkring 7 000 judiska män, kvinnor och barn till Chełmno, där de antingen mördades i en gasvagn eller arkebuserades. Övriga judar i gettot gasades ihjäl i Auschwitz-Birkenau.
I september 1944 inleddes Aktion 1005 i Chełmno. Judiska lägerfångar straffkommenderades till Chełmno för att där gräva upp de förruttnade liken ur massgravarna och därefter kremera dessa. Lägerpersonalen lämnade Chełmno den 18 januari 1945; två dagar senare anlände Röda armén.
I dag finns på platsen ett litet museum. Vid massgravarna finns ett minnesmärke.

## Personal i urval
- Herbert Lange – kommendant 1941–1942
- Hans Bothmann – kommendant 1942–1945
- Ernst Burmeister – chef för polisvakten
- Walter Burmeister – chaufför åt Lange och Bothmann
- Erwin Bürstinger – fordonsansvarig
- Hermann Gielow – gasvagnsoperatör
- Alois Häfele – chef för de judiska arbetarna
- Oskar Hering – gasvagnsoperatör, stupad i strid vid Vratanica den 4 oktober 1944
- Rudolf Kramp – administration
- Gustav Laabs – gasvagnsoperatör
- Willi Lenz – övervakare för skogslägret (Waldlager), dödad av judiska fångar den 18 januari 1945
- Kurt Möbius – vakt
- Walter Piller – ställföreträdande kommendant 1944–1945
- Albert Plate – ställföreträdande kommendant 1941–1943, stupad i strid vid Vratanica den 4 oktober 1944